# 主人と奴隷
ゲーム理論における主人と奴隷（しゅじんとどれい、英: master and slave）とは、無期限繰り返し（ゲームの繰り返し回数を知らされない）の囚人のジレンマゲームにおける戦略の一つである。
2004年に開催された「囚人のジレンマ」誕生20周年記念大会において、それまで最強とされていたしっぺ返し戦略とその亜種を破り、優勝を果たした。
主人と奴隷戦略，主人-奴隷戦略と表記されることもある。
この戦略は、イギリスのサウサンプトン大学のニック・ジェニングズ教授と同大学の博士課程に在籍しているゴーパル・ラムチャーンが率いたチームによるものである。サウサンプトン大学チームは60のプログラムを大会に参加させている。

## 戦略の概要
主人と奴隷戦略の概要は以下のようになる。
- あらかじめ決めた順序パターンで協調、裏切りを5回から10回出し、相手が自分のチームの仲間か否かを判断する。
相手が仲間ではないと判断された場合
  - 常に裏切りを出すことで、可能な限り対戦相手の点数を下げようとする。

相手が仲間であると判断された場合
  - プログラムの内、奴隷の役割が割り振られているものは、常に協調を出す。
  - プログラムの内、主人の役割が割り振られているものは、常に裏切りを出す。

## 成績
前述のように他のプログラムを抑えて、サウサンプトン大学チームによるプログラムが優勝し、成績の上位3位も独占した。ただし、成績の下位には奴隷の役割を与えられていたプログラムが多数ある。
ジェニングズ教授は優勝の賞品として50ドルの小切手と小さな記念のプレートを受け取っている。